# Marcus Tulio Tanaka
Marcus Tulio Tanaka (田中 マルクス 闘莉王, Tanaka Marukusu Tūrio, São Paulo, 24 april 1981), geboren Marcus Túlio Lyuji Murzani Tanaka, ook wel bekend als Tulio, is een Japans voormalig voetballer die als verdediger speelde.

## Carrière
Tulio werd geboren in São Paulo (Brazilië). Zijn vader was Japans-Braziliaans en zijn moeder Italiaans-Braziliaans. Hij verhuisde naar Japan op 15-jarige leeftijd om zijn school af te ronden. Nadat hij geslaagd was aan de Shibuya Makuhari High School in de prefectuur Chiba in 2001 tekende hij een contract bij Sanfrecce Hiroshima dat toen uitkwam in de Japanse J1 League.
Toen Sanfrecce degradeerde naar de J2 League na zijn tweede seizoen in 2002, werd hij uitgeleend aan Mito HollyHock dat eveneens in de J2 uitkwam. Op 10 oktober 2003 ontving Tulio zijn Japans staatsburgerschap. In 2004, na zijn seizoen bij Mito, keerde Tulio terug naar de J1. Hij tekende een contract bij de Urawa Red Diamonds en speelde voor Japan op de Olympische Spelen van 2004.
Tulio maakte zijn debuut voor het nationale elftal van Japan op 9 augustus 2006 tegen Trinidad en Tobago. Zijn eerste doelpunt voor Japan maakte hij op 15 november 2006 tegen Saoedi-Arabië.
In 2006 werd Tulio kampioen met zijn club en werd hij uitgeroepen tot speler van het jaar. Een jaar later won hij ook de AFC Champions League. Eind 2009 werd bekend dat FC Twente bezig is de verdediger in te lijven. De club is op zoek naar een stand-in voor Douglas. De transfer ging niet door waarop Tulio vertrok naar Nagoya Grampus.

## Statistieken

### J.League
| Seizoen         | Club            | Competitie      | Competitie | Competitie | Beker | Beker | Internationaal | Internationaal | Overig | Overig | Totaal | Totaal |
| Seizoen         | Club            | Competitie      | Wed.       | Dlp.       | Wed.  | Dlp.  | Wed.           | Dlp.           | Wed.   | Dlp.   | Wed.   | Dlp.   |
| --------------- | --------------- | --------------- | ---------- | ---------- | ----- | ----- | -------------- | -------------- | ------ | ------ | ------ | ------ |
| 2001            | Sanfrecce       | J-League        | 17         | 1          | 0     | 0     | -              | -              | 5      | 0      | 22     | 1      |
| 2002            | Sanfrecce       | J-League        | 22         | 1          | 0     | 0     | -              | -              | 5      | 0      | 27     | 1      |
| Club totaal     | Club totaal     | Club totaal     | 39         | 2          | 0     | 0     | 0              | 0              | 10     | 0      | 49     | 2      |
| 2003            | Mito Hollyhock  | J-League 2      | 42         | 10         | 3     | 0     | -              | -              | -      | -      | 45     | 10     |
| Club totaal     | Club totaal     | Club totaal     | 42         | 10         | 3     | 0     | 0              | 0              | 0      | 0      | 45     | 10     |
| 2004            | Urawa RD        | J-League        | 21         | 3          | 1     | 0     | -              | -              | 6      | 1      | 28     | 4      |
| 2005            | Urawa RD        | J-League        | 26         | 9          | 2     | 0     | -              | -              | 7      | 1      | 35     | 10     |
| 2006            | Urawa RD        | J-League        | 33         | 7          | 1     | 0     | -              | -              | 7      | 1      | 41     | 8      |
| 2007            | Urawa RD        | J-League        | 26         | 3          | 1     | 0     | 8              | 0              | 2      | 0      | 37     | 3      |
| 2008            | Urawa RD        | J-League        | 31         | 11         | 1     | 0     | 4              | 1              | 1      | 0      | 37     | 12     |
| 2009            | Urawa RD        | J-League        | 31         | 4          | 1     | 1     | 11             | 2              | ?      | ?      | 43     | 7      |
| Club totaal     | Club totaal     | Club totaal     | 166        | 37         | 7     | 1     | 23             | 3              | 23     | 3      | 221    | 44     |
| 2010            | Nagoya Grampus  | J-League        | 29         | 6          | 1     | 0     | 15             | 2              | ?      | ?      | 45     | 8      |
| Club totaal     | Club totaal     | Club totaal     | 29         | 6          | 1     | 0     | 15             | 2              | ?      | ?      | 45     | 8      |
| Carrière totaal | Carrière totaal | Carrière totaal | 276        | 55         | 11    | 1     | 38             | 5              | 34     | 4      | 360    | 64     |

### Interlands
| Japans voetbalelftal | Japans voetbalelftal | Japans voetbalelftal |
| Jaar                 | Wed.                 | Dlp.                 |
| -------------------- | -------------------- | -------------------- |
| 2006                 | 5                    | 1                    |
| 2007                 | 4                    | 1                    |
| 2008                 | 10                   | 2                    |
| 2009                 | 13                   | 2                    |
| 2010                 | 11                   | 2                    |
| Totaal               | 43                   | 8                    |

## Erelijst

### In clubverband
- AFC Champions League: 2007
- J1 League: 2006, 2010
- Emperor's Cup: 2006
- Xerox Supercup: 2006

### Individueel
- Meest waardevolle speler J1 League: 2006
- Beste elf J1 League: 2004, 2005, 2006, 2007, 2008